# Eitzweiler
Eitzweiler ist ein Ortsteil (Gemeindebezirk) der saarländischen Gemeinde Freisen im Landkreis St. Wendel. Bis Ende 1973 war Eitzweiler eine eigenständige Gemeinde.

## Geographie
Eitzweiler liegt im Freisbachtal in 446 Meter Höhe.
Die höchste Erhöhung im Norden ist der Einell mit 533 Metern, im Süden ist der Rothsberg mit 521 Metern höchste Erhebung.

## Geschichte
Die Entstehung des Ortes ist noch weitgehend unklar. Da es sich aber um ein Weilerdorf handelt, dürfte es bereits im 7. bzw. 8. Jahrhundert besiedelt worden sein. Reste einer römischen Landvilla liegen in der Gemarkung „Hühnerschießer“.
Von 1933 bis 1949 war Eitzweiler mit dem benachbarten Asweiler zur Gemeinde Asweiler-Eitzweiler zusammengeschlossen. Von 1817 bis 1937 gehörte Asweiler zum oldenburgischen Fürstentum Birkenfeld, dann bis 1947 zum Landkreis Birkenfeld und seitdem zum Saarland.
Im Rahmen der saarländischen Gebiets- und Verwaltungsreform wurde die bis dahin eigenständige Gemeinde Eitzweiler am 1. Januar 1974 der Gemeinde Freisen zugeordnet.

## Wirtschaft und Infrastruktur
Von 1936 bis zur Stilllegung 1966 hatte Eitzweiler eine Bahnstation an der Bahnstrecke Türkismühle–Kusel, wobei die stillgelegte Bahnstrecke nun zu einem Fahrrad/Wanderweg umgebaut wird.

## Politik

### Ortsvorsteher
- Gerald Linn (SPD)

### Ortsrat
- 9 Sitze (6 SPD, 3 CDU)